# Peregrinatio ad Petri Sedem
Die Peregrinatio ad Petri Sedem (lateinisch „Pilgerreise zum Stuhl Petri“) (P.A.P.S.) war eine Institution der römischen Kurie zur Unterstützung christlicher Pilger.

## Geschichte
Papst Pius XI. gründete die Peregrinatio ad Petri Sedem zum Abschluss des Außerordentlichen Heiligen Jahres der Erlösung (1933–1934) als dauerhafte Nachfolgeinstitution des Organisationskomitees für das Heilige Jahr, die alle nach Rom kommenden Pilger unterstützen sollte. Papst Paul VI. gab ihr am 6. September 1972 eine kanonische Form und reorganisierte sie 1977.
Am 16. Januar 1997 erließ Johannes Paul II. eine neue Satzung, die ihre pastoralen Eigenschaften hervorhob sowie ihren Zweck und ihre Natur spezifizierte:
- Hilfe der Teilkirchen bei der spirituellen und materiellen Unterstützung der zur Kathedra Petri pilgernden Gläubigen, vor allem für die kirchlichen Veranstaltungen des Heiligen Stuhls;
- Umsetzung der Bestimmungen des Zentralkomitees während der Heiligen Jahre, um die entsprechende Aufnahme der Pilger aus den Diözesen der ganzen Welt, die sich auf die Aufrufe der nationalen und diözesanen Ausschüsse zur Förderung der Pilgerfahrten hin auf die Reise nach Rom begeben, zu gewährleisten;
- Unterstützung und Koordinierung des auf die verschiedenen Heiligtümer in der Welt gerichteten Pilgerstroms, um die Pilger an den religiösen Veranstaltungen des Heiligen Vaters zu beteiligen;
- Förderung der am meisten Bedürftigen zu den oben genannten Wallfahrten.

Am 4. Juli 2016 wurde die Peregrinatio ad Petri Sedem durch Papst Franziskus mit dem Motu proprio De nonnullis officiis als selbständige Institution aufgelöst und der Güterverwaltung des Apostolischen Stuhls angegliedert, nachdem sie schon einmal vom 27. September 2007 bis 23. Januar 2013 aufgelöst und diesem Dikasterium angegliedert gewesen war.

## Organisation und Arbeitsweise
Der Verwaltungsrat billigte die Jahresprogramme und Bilanzen und bekundete seine Meinung zu wichtigen Themen. Der Pastoralrat, deren Mitglieder multinationale und mehrsprachige in der Pastoral tätige Personen waren, war für Fragen des spirituellen Programms der Pilger zuständig, um die religiösen Ziele der Peregrinatio zu erfüllen. Der Papst ernannte den Präsidenten der Peregrinatio, in der Regel einen Erzbischof, in verschiedenen Fällen auch ein Kardinal. Sie hatte ihren Sitz in der Piazza Pio XII° 4 in der Vatikanstadt. Die Peregrinatio ernannte ihre Delegierte für verschiedene Teile der Welt in Absprache mit den kirchlichen Autoritäten der Ortskirchen.
P.A.P.S. organisierte zudem Führungen für Gruppen von Pilgern im Vatikan und im christlichen Rom, vor allem in den Vatikanischen Museen, Vatikanischen Gärten, Katakomben in Rom und päpstlichen Basiliken, liturgischen Feiern und Audienzen mit dem Heiligen Vater und Kongresse (auf Anfrage), heilige Messen, Gebetsversammlungen und Dienstleistungen während Selig- und Heiligsprechungen. Sie arbeitete vor allem sowohl mit religiösen Institutionen und Häusern, die Pilger empfangen, als auch mit Beherbergungsbetrieben, Gaststätten und verschiedenen anderen Logistikern zusammen und bietet Flugticketdienstleistungen an.

## Präsidenten
- Urbano Cioccetti (1975 – 9. Mai 1978)
- Emanuele Clarizio (17. November 1982 – 1991)
- Camillo Ruini (29. Dezember 1992 – 2. Mai 1996)
- Sergio Sebastiani (1996 – 3. November 1997)
- Crescenzio Sepe (8. November 1997 – 25. Juli 2001)
- Francesco Gioia (25. Juli 2001 – 27. September 2007)
- Vom 27. September 2007 bis 23. Januar 2013 war die Peregrinatio ad Petri Sedem aufgelöst.
- Francesco Gioia (23. Januar 2013 – 4. Juli 2016)

## Vizepräsident
- Alberto Graf Alberti-Poja  (1975–1982)